# Dębe Wielkie (gmina)
Pour les articles homonymes, voir Dębe Wielkie.
Dębe Wielkie est une gmina rurale (gmina wiejska) de la powiat de Mińsk, dans la Voïvodie de Mazovie, dans le centre-est de la Pologne.
Son siège administratif (chef-lieu) est le village de Dębe Wielkie, qui se situe environ 9 kilomètres à l'ouest de Mińsk Mazowiecki (siège de la powiat) et 31 kilomètres à l'est de Varsovie (capitale de la Pologne).
La gmina couvre une superficie de 77,88 km2 pour une population de 10 610 habitants en 2020.

## Histoire
De 1975 à 1998, la gmina est attachée administrativement à la voïvodie de Siedlce.

Depuis 1999, elle fait partie de la voïvodie de Mazovie.

## Géographie
La gmina inclut les villages et localités de :

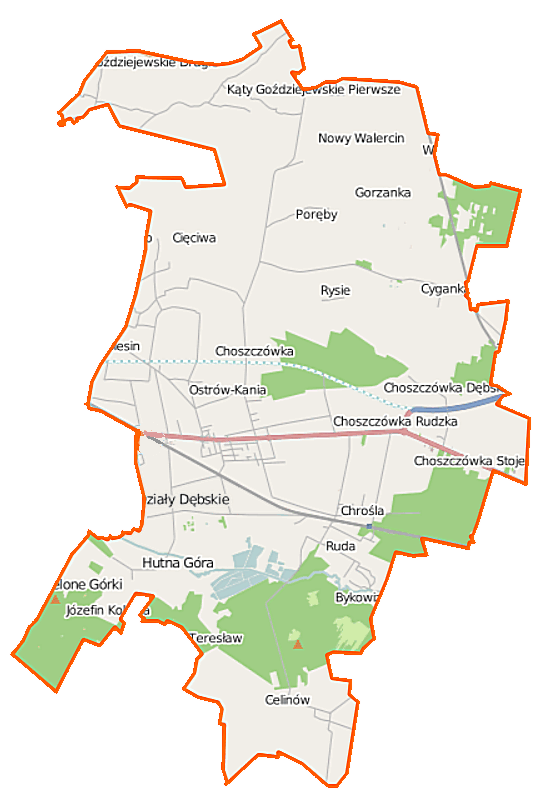
Plan de la gmina

- Aleksandrówka
- Bykowizna
- Celinów
- Cezarów
- Choszczak
- Choszczówka Dębska
- Choszczówka Rudzka
- Choszczówka Stojecka
- Chrośla
- Cięciwa
- Cyganka
- Dębe Wielkie
- Górki
- Gorzanka
- Jędrzejnik
- Kąty Goździejewskie Drugie
- Kąty Goździejewskie Pierwsze
- Kobierne
- Łaszczyzna
- Olesin
- Ostrów-Kania
- Poręby
- Ruda
- Rysie
- Teresław
- Walercin

### Gminy voisines
La gmina de Dębe Wielkie est voisine de :
- la ville de :
  - Zielonka
- des gminy suivantes :
  - Halinów
  - Mińsk Mazowiecki
  - Stanisławów
  - Wiązowna

## Structure du terrain
D'après les données de 2007, la superficie de la commune de Dębe Wielkie est de 77,88 km2, répartis comme tel :
- terres agricoles : 68,9 %
- forêts : 22,4 %
- zone humide : 4,4 %
- friche: 1,3 %

La commune représente 6,69 % de la superficie du powiat.

## Démographie
Données du 30 juin 2004 :
| Description        | Total  | Total | Femmes | Femmes | Hommes | Hommes |
| ------------------ | ------ | ----- | ------ | ------ | ------ | ------ |
| Unité              | Nombre | %     | Nombre | %      | Nombre | %      |
| Population         | 8 134  | 100   | 4 107  | 50,5   | 4 027  | 49,5   |
| Densité (hab./km²) | 104,4  | 104,4 | 52,7   | 52,7   | 51,7   | 51,7   |